# Sara Gama
Sara Gama (ur. 27 marca 1989 w Trieście) – włoska piłkarka, grająca na pozycji obrońcy.

## Kariera piłkarska

### Kariera klubowa
W 2006 rozpoczęła karierę piłkarską w UPC Tavagnacco. Potem występowała w klubach ASD Calcio Chiasiellis, Pali Blues i Brescia Femminile. 18 sierpnia 2013 podpisała kontrakt z francuskim Paris Saint-Germain FC. Latem 2015 wróciła do ojczyzny, gdzie znów została zawodnikiem klubu Brescia Femminile. 1 lipca 2017 jako wolny agent przeniosła się do nowo utworzonego Juventusu Women.

### Kariera reprezentacyjna
17 czerwca 2006 debiutowała w narodowej reprezentacji Włoch w meczu przeciwko Ukrainy. Wcześniej broniła barw juniorskiej reprezentacji U-19 na Mistrzostwach świata U-19 w 2008 roku.

## Sukcesy i odznaczenia

### Sukcesy piłkarskie
reprezentacja Włoch
- mistrz Europy U-19: 2008

Brescia Femminile
- mistrz Włoch: 2015/16
- zdobywca Pucharu Włoch: 2015/16
- zdobywca Superpucharu Włoch: 2015, 2016

Juventus Women
- mistrz Włoch: 2017/18

### Sukcesy indywidualne
- najlepsza piłkarka Włoch – „Pallone d’oro”: 2011
- UEFA Golden Player: 2008

W 2018 została zaliczona do międzynarodowego grona Barbie Sheroes, jako kobieta wzór dla dziewcząt.